# Bodzavásár
Bodzavásár (vagy Oláhbodza, románul: Buzău) város Romániában, Havasalföldön. Buzău megye székhelye.

## Fekvése
Buzău megye közepén helyezkedik el, a Bodza folyó jobb partján, 120 km-re északkeletre Bukaresttől, a DN2-es főút főút mentén, a Kárpátok nyúlványai és a síkság találkozásánál fekszik.

## Történelem

### Legelső említése
A Bodza folyót, melyből a város neve is származik, feltehetően legelőször a 4. században említették egy 376-os görög nyelvű dokumentumban. 1432-ben a brassói kereskedők regiszterében említették a várost, mely már akkor fontos kereskedelmi csomópont volt.

### A város a középkorban
II. Dan havasalföldi fejedelem a brassói kereskedőkkel szemben vámszedési és vásártartási jogot adott a városnak 1431. január 30-án.
1432-ben a brassói kereskedők regiszterében említették ismét mint fontos kereskedelmi csomópontot. itt találkoztak az Erdély, Moldva és Havasalföld nyugati része felől a tenger felé vezető utak.
Az 1500-as évek során a város lett a havasalföldi kereszténység egyik fontos központja. 1571-re készült el a Bán Kolostor, amelyet Andronic Cantacuzino olasz építész tervezett. 1722-ben a lepusztult kolostort Șerban Cantacuzino havasalföldi fejedelem feleségének utasítására újraépítették.
1619-ben a város lakói fatemplomot építettek, majd 1649-ben egy újabb lepusztult templomot renováltak.
A város erőteljes kulturális felvirágzása Constantin Brâncoveanu (1688-1714) fejedelem uralkodása alatt indult meg. 1691-ben itt alapították meg Havasalföld hatodik román nyelvű nyomdáját, amelynek már első munkáját is románul nyomtatták. De ekkor már működött a városban iskola és tanítóképző is.

### Modern történelem

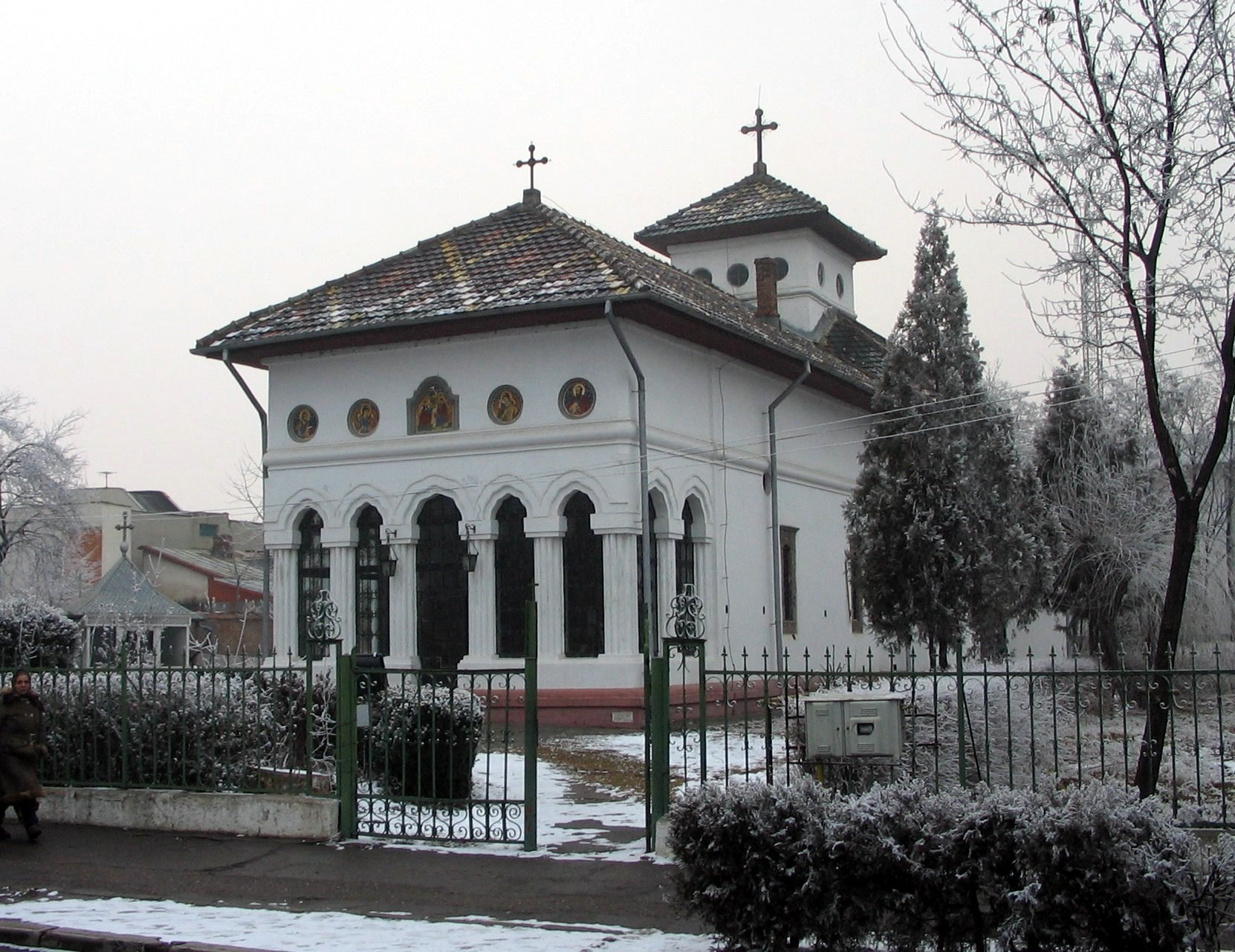
A Bán Kolostor

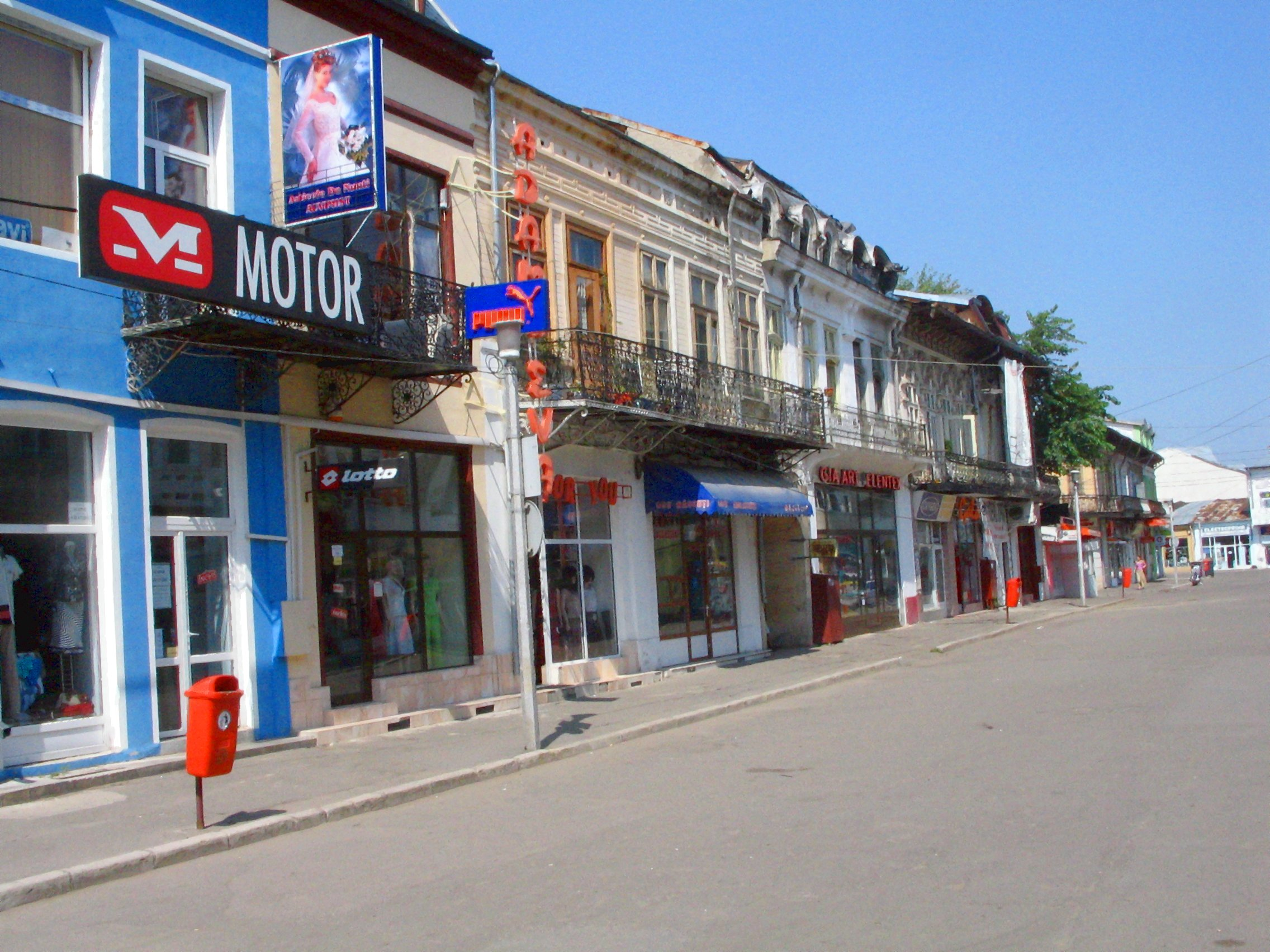
A Cuza Vodă út

A város első hivatalos pecsétje a 18. század során került használatba, ezen a főnixmadár volt látható, mint az újjászületés jelképe. 1832-ben tartották az első népszámlálást, ekkor a város lakossága 2567 fő volt, ebből 2547 román, 18 zsidó, 1 angol és 1 osztrák nemzetiségűnek vallotta magát.
Bodzavásár volt az első város Havasalföldön, ahol megalakult a Román Nemzetőrség 1848. június 18-19-én. 1864-ben lett Bodzavásárnak először polgármestere, Nae Stănescu személyében.
1850–1880 között építették a Vásár utcában (ma Cuza Vodă út) a legelső kőépületeket, amelyek helyén addig vályogházak voltak. Ezek az épületek délkelet-európai stílusban épültek.
1872-ben adták át a Bukarest–Bodzavásár–Brăila–Galac vasútvonalat, az első olyan havasalföldi vasútvonal, amelyet teljesen románok terveztek és építettek fel.
Bodzavásáron hozták létre a Román Királyság első gyárát, amely 1891-től kezdve gyártott téglákat és kerámiákat.
1891-ben a város lakossága 21 875 fő volt, ebből 88,74% ortodox, 7,58% zsidó, 2,93% római katolikus, 0,32% protestáns, 0,4% muszlim, 0,001% pedig örmény hitűnek vallotta magát. 1899-ben megalapították a lányiskolát, 1901-ben pedig létrehozták a fiúiskolát is.
Várostörténeti érdekesség még, hogy 1893 és 1896 között Ion Luca Caragiale (1852-1912) a neves író vezette a vasútállomás vendéglőjét. Színdarabjaiban a nép életét eleveníti meg például Năpasta című művében, ahol ráadásul a főszereplő maga is kocsmáros.
A megyeháza ma a város egyik jelképe. 1899-ben fogtak hozzá építéséhez Nicu Constantinescu polgármester utasítására, 1903-ban készült el. Constantinescu polgármester igen fontos a város történelmében, hozzá fűződik a Crâng Park létrehozása és a helyi bíróság épületének elkészítése is.
1907. március 11.-március 24. között itt volt a bodzavásári parasztfelkelés, amelynek 11 halálos áldozata volt illetve sokan megsebesültek. 1907-ben nyílt meg az első helyi kórház, illetve 1908-ban átadták a Bodzavásár–Nehoiu vasútvonalat.
Az első világháború 7867 bodzavásári lakos életét követelte, illetve a városban 125 150 880 lej kár keletkezett. A két világháború közötti időszakban a város erőteljes fejlődésnek indult, pár év alatt összesen négy gyárat nyitottak.
Buzău megye 1968-as megalakulásával Bodzavásár megyeszékhellyé lépett elő. 1991-ben letették a Szent Száva ortodox templom alapkövét.

## Lakosság
- 1832: 2567
- 1899: 21 875
- 1992: 148 048
- 2002: 134 228
- 2011: 115 494

## Politika
A város tanácsa 23 képviselőből áll:
- 11 képviselő a Jogért és Igazságért Szövetség színeiben
- 9 képviselő a Szociáldemokrata Párt színében
- 2 képviselő a Nagy-Románia Párt színében
- 1 képviselő a Román Konzervatív Párt színében

## Kultúra és oktatás

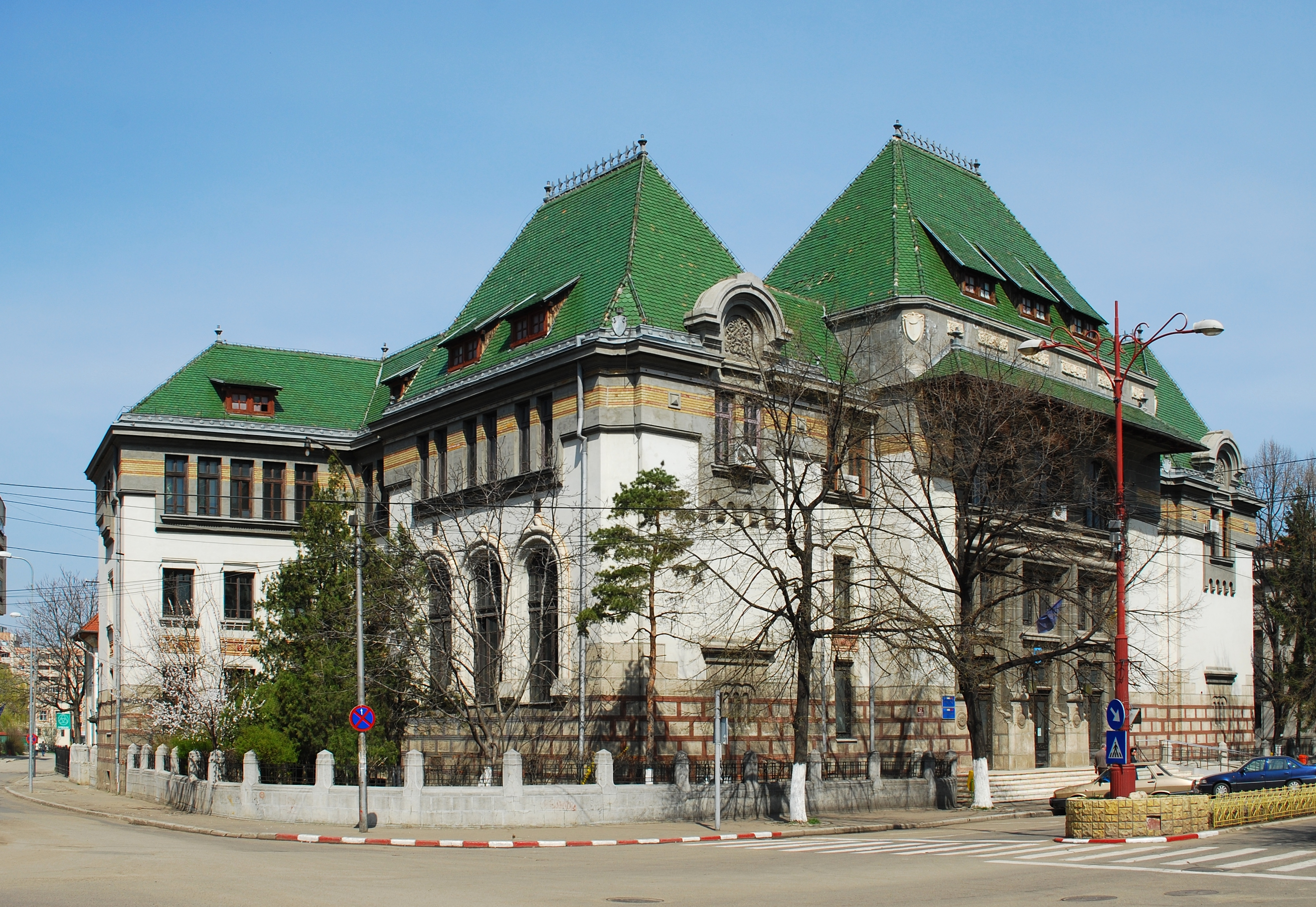
Bíróság

A 19. század során rengeteg iskolát nyitottak a városban, ezek közül a legelsőt 1831-ben. Később megnyitották az első csak román nyelvű iskolát. Ehhez kapcsolódik az 1840-ben felépített iskolai könyvtár. 1838-ban nyílt meg a megye központi iskolája, amelybe 115 bodzai faluból érkeztek a diákok. 1854–1855 során itt nyomtatták ki negyedszer a román nyelvű Bibliát.
A város legfontosabb oktatási intézménye a B.P. Hasdeu Intézet, amelyet 1867-ben hoztak létre. 1868-ban könyvesbolt nyílt a városban, 1873-ban pedig újabb nyomdát hoztak létre.
A 20. század során rengeteg modern líceumot és oktatási intézményt hoztak létre. 1990-től kezdődően minden évben itt rendezik meg a Nemzeti Irodalomversenyt. 1992-ben gazdasági egyetemet nyitottak a városban. 1996-ban átadták a színházat, 2002-től pedig színházfesztiválnak is otthont ad a város.

## Híres emberek
- Itt született 1854-ben és itt is halt meg 1925-ben Alexandru Marghiloman román politikus, Románia miniszterelnöke 1918-ban, a bukaresti béke aláírója.
- Andrei-Ionuț Ursu (művésznevén: WRS) román énekes, ő képviselte Romániát a 2022-es Eurovíziós Dalfesztiválon.

## Testvérvárosok
- Agiosz Dimitriosz, Görögország, 2006 óta
- Oudenaarde, Belgium, 1999 óta